# Браун, Джеймс (футболист, 1998)
Джеймс Доминик Браун (англ. James Dominic Brown; род. 12 января 1998, Дувр, Юго-Восточная Англия) — мальтийский и английский футболист, защитник клуба «Сент-Джонстон». Выступал в национальной сборной Мальты. Выступает на правах аренды в клубе «Рэйт Роверс».

## Карьера

### «Миллуолл»
Воспитанник футбольный академии английского клуба «Миллуолл». В апреле 2016 года футболист подписал свой первый профессиональный контракт с клубов. Дебютировал за клуб 4 октября 2016 года в матче за Трофей Английской футбольной лиги против клуба «Джиллингем», выйдя на поле в стартовом составе. Позже футболист ещё несколько раз попадал в заявку основной команды клуба, однако на поле так и не вышел.

#### Аренда в «Карлайл Юнайтед»
В августе 2017 года футболист на правах арендного соглашения присоединился к английскому клубу «Карлайл Юнайтед» до конца сезона. Дебютировал за клуб 29 августа 2017 года в матче Трофея Английской футбольной лиги против клуба «Моркам». Дебютный матч в чемпионате сыграл 12 сентября 2017 года против клуба «Ковентри Сити». Первым результативным действием за клуб отличился 14 октября 2017 года в матче против клуба «Колчестер Юнайтед», отдав голевую передачу. По окончании срока арендного соглашения покинул клуб.

#### Аренда в «Ливингстон» и «Линкольн Сити»
В августе 2018 года футболист на правах арендного соглашения присоединился к шотландскому клубу «Ливингстон» на шестимесячный срок. Дебютировал за клуб 4 августа 2023 года в матче шотландского чемпионата против «Селтика», выйдя на поле в стартовом составе. Больше за клуб футболист ни провёл ни матча и в конце августа 2018 года покинул клуб и вернулся в «Миллуолл». В феврале 2019 года на правах арендного соглашения перешёл в английский клуб «Линкольн Сити», однако, так и не дебютировав за него, по окончании сезона покинул клуб.

#### Возвращение в «Миллуолл»
По возвращении в клуб футболист первую половину сезона пропустил из-за травмы. Первый матч за клуб сыграл 4 января 2020 года в рамках Кубка Англии против клуба «Ньюпорт Каунти». Свой дебютный матч в английском Чемпионшипе сыграл 22 июля 2020 года против клуба «Хаддерсфилд Таун», выйдя на поле в стартовом составе. В последствии футболист несколько раз привлекался к матчам за основную команду клуба, однако на поле так и не выходил.

#### Аренда в «Сент-Джонстон»
В январе 2021 года футболист на правах арендного соглашения присоединился к шотландскому клубу «Сент-Джонстон» до конца сезона. Дебютировал за клуб 3 февраля 2021 года в матче против клуба «Рейнджерс», выйдя на поле в стартовом составе. Вместе с клубом стал обладателем Кубка шотландской лиги, где в финале 28 февраля 2021 года победили клуб «Ливингстон», однако сам футболист остался на скамейке запасных. Позже вместе с клубом 22 мая 2021 года также стал обладателем Кубка Шотландии, уже приняв полноценное участие в финале, где победили клуб «Хиберниан». Провёл за клуб всего лишь 7 матчей во всех турнирах, результативными действиями не отличившись.

### «Сент-Джонстон»

#### Сезон 2021/22
В июле 2021 года футболист полноценно перешёл в шотландский клуб «Сент-Джонстон», с которым заключил двухлетний контракт. В августе 2021 года вместе с клубом отправился на квалификационные матчи Лиги Европы УЕФА. Первый матч на еврокубковом турнире сыграл 5 августа 2021 года против турецкого «Галатасарая», выйдя на замену на 87 минуте. По итогу ответной встречи 12 августа 2023 года турецкий «Галатасарай» оказался сильнее, а футболист вместе с клубом выбыли квалификационный раунд плей-офф Лиги конференций УЕФА, где по сумме матчей уступили австрийскому клубу ЛАСК. Первый матч в чемпионате сыграл 11 сентября 2021 года против «Рейнджерс». Первым результативным действием за клуб отличился 7 мая 2022 года в матче против «Ливингстона», отдав голевую передачу. По итогу сезона вместе с клубом отправился в стыковые матчи за сохранение прописки в высшей дивизионе, где по сумме матчей был побеждён клуб «Инвернесс Каледониан Тисл».

#### Сезон 2022/23
Новый сезон за клуб начал 16 июля 2022 года с матча Кубка шотландской лиги против клуба «Куин оф зе Саут». Первый матч в чемпионате сыграл 30 июля 2022 года против клуба «Хиберниан», выйдя на замену на 85 минуте. Дебютный забитым забитым голом за клуб отличился 6 ноября 2022 года в матче против «Рейнджерс». На протяжении всего сезона был одним из основных игроков шотландского клуба, закончив сезон в нижней части турнирной таблицы. Всего же за сезон успел отличиться забитым голом и результативной передачей.

#### Сезон 2023/24
В июне 2023 года футболист подписал с клубом новый двухлетний контракт. Первый матч в новом сезоне сыграл 29 июля 2023 года в рамках Кубка шотландской лиги против клуба «Стерлинг Альбион». Свой первый матч в шотландском чемпионате сыграл 26 августа 2023 года против «Селтика», выйдя на поле на 55 минуте. На протяжении первой половины сезона футболист оставался одним из основных игроков клуба, однако неоднократно был не заявлен на матчи, результативными действиями не отличившись. В начале 2024 года футболист полностью выбыл из распоряжение клуба.

#### Аренда в «Рэйт Роверс»
В феврале 2024 года футболист на правах арендного соглашения присоединился к шотландскому клубу «Рэйт Роверс» до конца сезона. Дебютировал за клуб футболист 16 февраля 2024 года в матче против клуба «Данди Юнайтед», выйдя на поле в стартовом составе.

## Международная карьера
В октябре 2021 года футболист получил свой первый вызов в национальную сборную Мальты. Дебютировал за сборную 1 июня 2022 года в товарищеском матче против сборной Венесуэлы.

## Достижения
«Линкольн Сити»
- Победитель Лиги 2: 2018/19

«Сент-Джонстон»
- Обладатель Кубка шотландской лиги: 2020/21
- Обладатель Кубка Шотландии: 2020/21